# زبان‌های اشاره تانزانیایی
زبان‌های اشاره تانزانیایی شامل هفت زبان اشاره بومی تانزانیا می‌شوند. این زبان‌ها از سال ۱۹۶۳ در مدارس ناشنوایان مستقلاً پدیدار شدند. در سال ۱۹۸۴ یک گونه معیار اشاره تانزانیایی ایجاد شد.